# Derek Drouin
Derek Drouin (* 6. března 1990, Sarnia) je kanadský atlet, jehož specializací je skok do výšky, mistr světa a olympijský vítěz v této disciplíně.

## Kariéra
Při svém startu na olympiádě v Londýně v roce 2012 vybojoval výkonem 229 centimetrů bronzovou medaili. Medaili ze stejného kovu získal v následující sezóně na světovém šampionátu v Moskvě, tentokrát za výkon 238 centimetrů. V roce 2015 vybojoval v Pekingu titul mistra světa ve skoku do výšky. Jeho dosavadním největším úspěchem je olympijské vítězství v soutěži výškařů v Rio de Janeiro v roce 2016.
Jeho osobní rekord 240 centimetrů, pochází z roku 2014.